# Nell Cattrysse
Nell Cattrysse, née en février 2006 à Waasmunster (Belgique), est une actrice belge.

## Filmographie

### Cinéma
- 2012 : Alabama Monroe : Maybelle
- 2013 : Le Verdict (Het Vonnis) : Anna Segers
- 2014 : Labyrinthus : Dorien
- 2017 : Facades : Alex jeune
- 2017 : Vele Hemels

## Distinctions
- 2014 : Film Club's The Lost Weekend : meilleure actrice dans un second rôle pour The Broken Circle Breakdown
- (en) Nell Cattrysse: Awards, sur l'Internet Movie Database